# Міський (стадіон, Бєльці)
Міський стадіон Бєльців (рум. Stadionul Orășenesc Bălți) — багатофункціональний стадіон у місті Бєльці, Молдова, домашня арена ФК «Заря» (Бєльці).
Стадіон побудований та відкритий 1955 року. Потужність становить 5 953 глядачі.